# Lodewijk Theewes

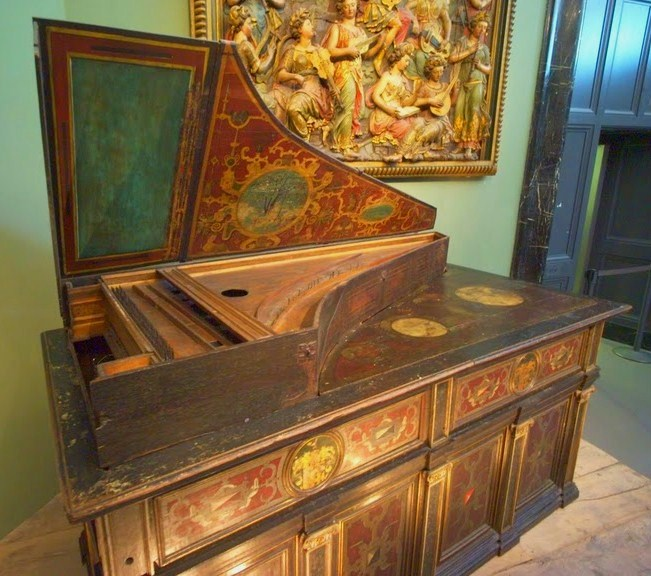
Claviorganum van Lodewijk Theewes jr (mei 2010)

Lodewijk Theewes  (circa 1560–1585) was een Zuid-Nederlandse clavichord- en klavecimbelbouwer
Hij werd in Antwerpen geboren als zoon van Anna Ghijs en Jacob/Jacobus Theeuwes (circa 1533-1557) die in hetzelfde beroep zijn geld verdiende. Daar waar de zoon de oversteek maakte naar Londen, Engeland, was vader voornamelijk werkzaam in Antwerpen, Turnhout en Middelburg. Beiden werden lid van het Sint-Lucasgilde, vader in 1557, zoon in 1561. In het Victoria and Albert Museum het vroegst in Engeland gebouwde claviorganum.
Lodewijk Theeuwes had ook nog een oom Lodewijk Theeuwes in de beroepsgroep werkzaam, Die werkte tussen ongeveer 1525 en 1577 in en om Turnhout en was eveneens lid van genoemd gilde.